# Coarraze
Coarraze ist eine französische Gemeinde mit 2170 Einwohnern (Stand 1. Januar 2022) im Département Pyrénées-Atlantiques in der Region Nouvelle-Aquitaine. Sie gehört zum Arrondissement Pau und zum  Kanton Vallées de l’Ousse et du Lagoin (bis 2015: Kanton Nay-Est). Heinrich von Navarra, der spätere König Henri IV. und erster Bourbone, verbrachte die ersten Jahre seiner Kindheit in Coarraze.

## Geographie
Die Gemeinde liegt am Fluss Gave de Pau östlich von Nay. Coarraze liegt an der Bahnstrecke Toulouse–Bayonne und hat eine gemeinsame Bahnstation mit Nay. Die Station Coarraze-Nay wird von Intercitys und Regionallinien von der TER Aquitaine und der TER Midi-Pyrénées bedient. Nachbargemeinden sind:
- Bénéjacq im Norden,
- Mirepeix und Nay im Nordwesten,
- St. Vincent im Osten,
- Igon im Westen und
- Montaut im Süden.

## Bevölkerungsentwicklung
| Jahr      | 1962 | 1968 | 1975 | 1982 | 1990 | 1999 | 2011 |
| Einwohner | 1720 | 1940 | 1949 | 2202 | 2047 | 2068 | 2104 |

## Persönlichkeiten
- Raymond Pierre Penne (1770–1815), General der Infanterie
- Carl Einstein (1885–1940), deutscher Kunsthistoriker, in Coarraze begraben.